# Ланце (Лауенбург)
Ланце (њем. Lanze) општина је у њемачкој савезној држави Шлезвиг-Холштајн. Једно је од 131 општинског средишта округа Херцогтум Лауенбург. Према процјени из 2010. у општини је живјело 392 становника. Посједује регионалну шифру (AGS) 1053082.

## Географски и демографски подаци
Ланце се налази у савезној држави Шлезвиг-Холштајн у округу Херцогтум Лауенбург. Општина се налази на надморској висини од 8 метара. Површина општине износи 9,0 km². У самом мјесту је, према процјени из 2010. године, живјело 392 становника. Просјечна густина становништва износи 43 становника/km².